# Histoire du Suriname

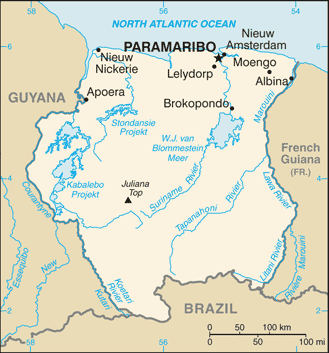
Suriname au présent

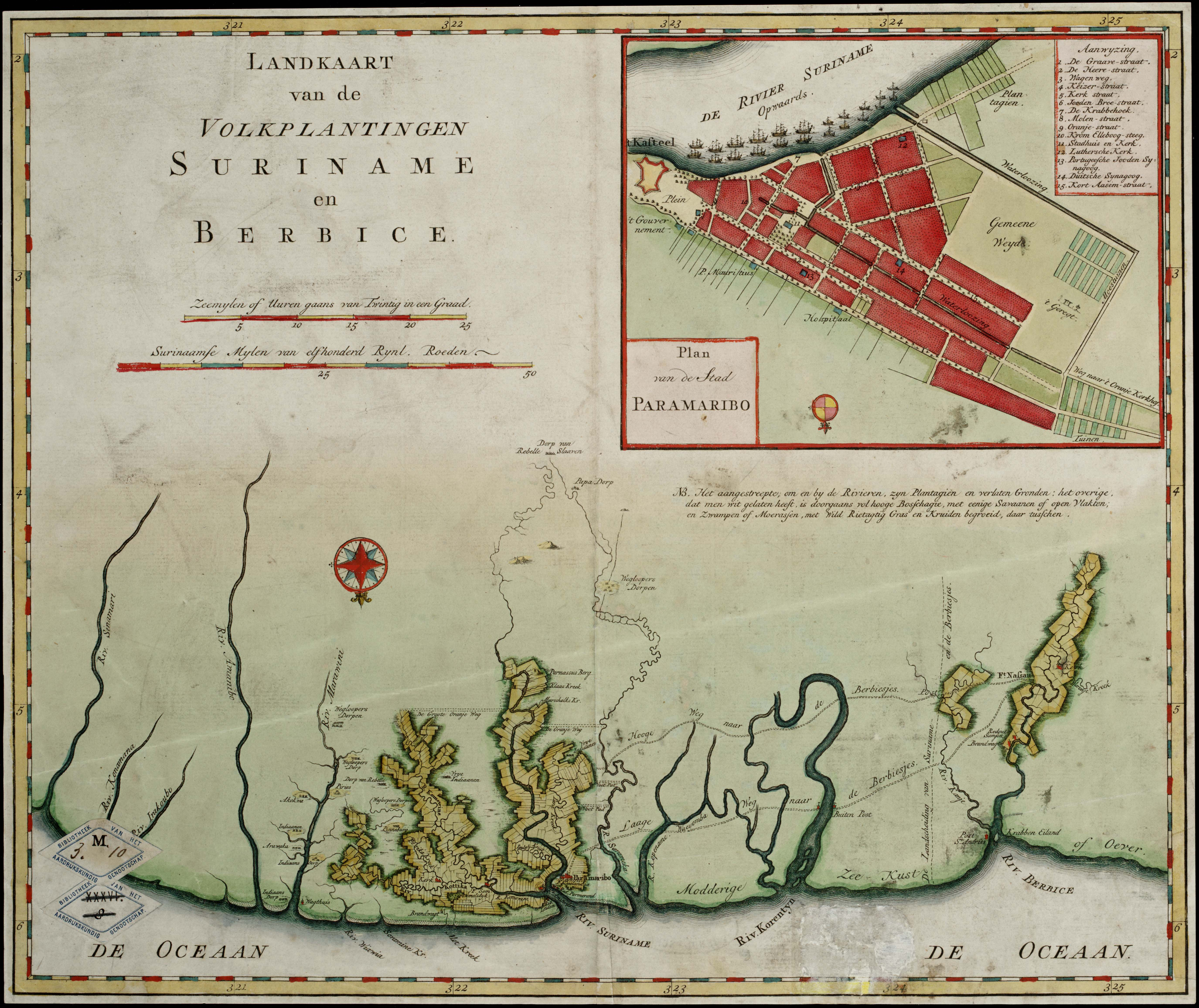
Carte (orientée avec le nord en bas) des colonies du Suriname et de Berbice montrant les plantations hollandaises. Les noms attribués aux lieux en dehors des plantations soigneusement délimitées démontrent la résistance des Indiens locaux, des serviteurs inféodés et des esclaves importés d'Afrique contre la domination néerlandaise. Plusieurs endroits sont notamment désignés comme « villages de rebelles », « village d'évadés » et « village d'esclaves rebelles ». Le cartouche en haut à droite donne une vue détaillée de Paramaribo, ville majeure et port du Suriname. La légende numérotée répertorie les grandes rues, ainsi que l'emplacement de l'hôtel de ville, de l'église principale (réformée néerlandaise), de l'église luthérienne, et des synagogues portugaises et allemandes (1767).

Cet article présente les faits saillants de l'histoire du Suriname, pays situé au Nord-Est de l'Amérique du Sud, qui englobait autrefois une zone plus large, appelée Côte Sauvage (Amérique du Sud), entre le delta de l'Orénoque et celui de l'Amazone, occupée aujourd'hui par la Guyane française (Cayenne, hollandaise de 1656 à 1664), le Suriname (Paramaribo, anglaise de 1650 à 1667) et le Guyana (où les Néerlandais cédèrent aux britanniques leurs colonie de Berbice, Pomeroon (fondée par les Hollandais en 1657 et détruite par les Anglais en 1665), Démérara et Essequibo).
La population du pays, estimée à 215 000 en 1950, est proche en 2024 des 600 000 Surinamiens.

## Avant 1500: populations amérindiennes
L’histoire du Suriname remonte à 3 000 av. J.-C., avec l’arrivée des premiers Amérindiens. 
Vers 1500, les deux plus grande tribus sont les Arawaks, nomades vivant de chasse et de pêche sur la côte, et les Kali'nas/Kalinago/Caraïbes qui s’installent à l’embouchure du Maroni. 
Plusieurs tribus habitent la forêt tropicale à l’intérieur des terres, dont les Apalais, les Akurios, les Katuena (nl), les Mawayana (nl), les Sikiana (en), les Taruma (en), les Tiriyó/Trió/Tarëno, les Tunayana (nl), les Waraos, les Wayarikule (nl), les Wayana, les Yao (peuple américain) (nl).
L'agriculture, quand elle laisse des traces, est de subsistance : jardinage, maraîchage.

Côte Sauvage (Amérique du Sud)
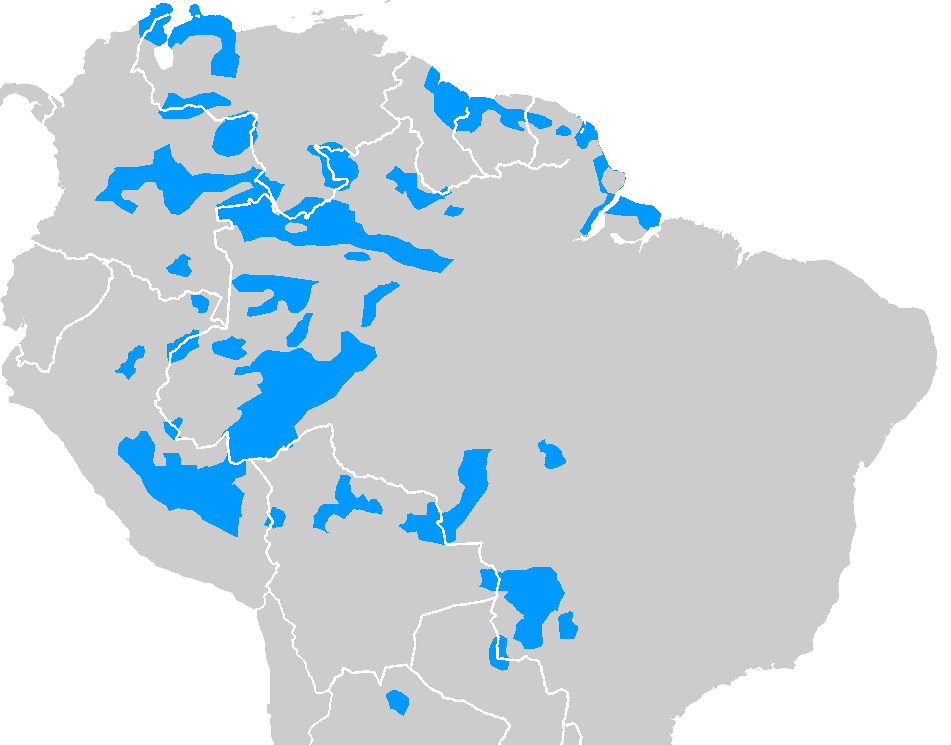
Langages arawak
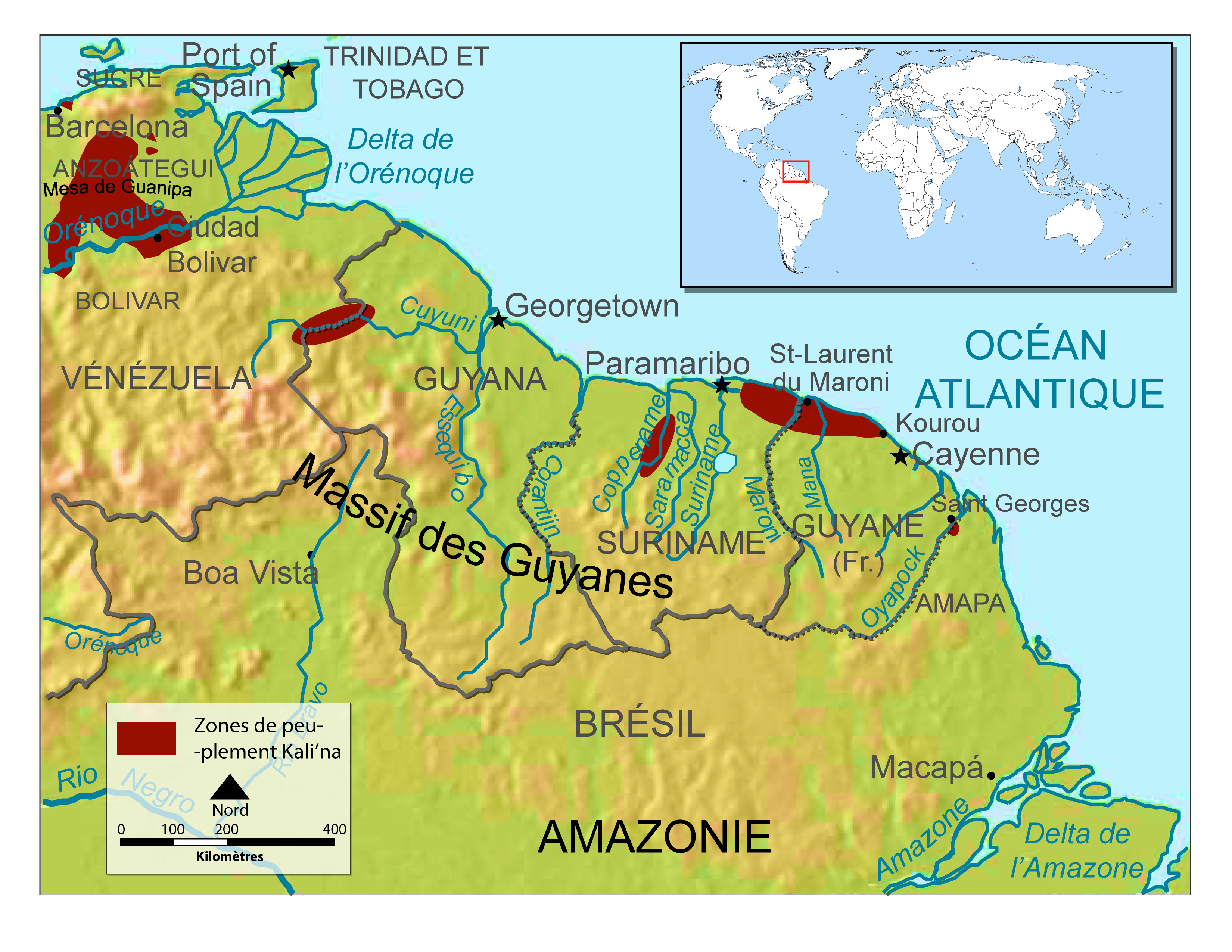
Implantations Kalina(go)
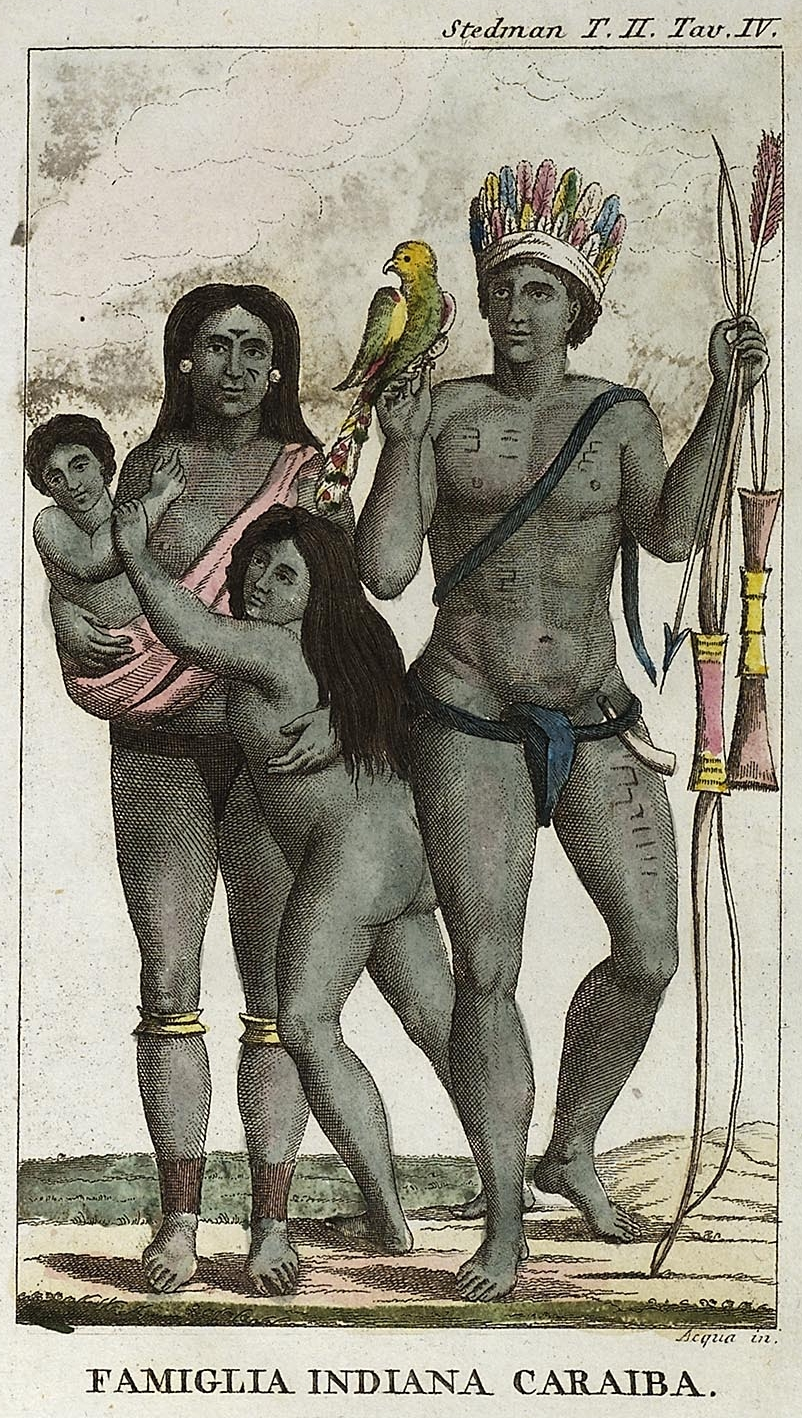
Famille Caraïbe, 1818

La population autochtone (auto-revendiquée) se limiterait dans les années 2020 à environ 20 000 personnes.

## Période coloniale européenne (1550c-1900c)
Les premiers contacts sont longtemps difficiles et meurtriers : les Européens ne sont généralement pas bienvenus, du moins quand ils s'installent, s'accaparant de fait des territoires, des voies de communication, se servant de la flore et de la faune, cherchant à asservir les populations.

### Première colonisation néerlandaise
Les premiers Européens débarqués au Suriname, dans la partie aujourd'hui occupée par le Guyana, sont les commerçants néerlandais qui fondent tout au nord la colonie d'Essequibo, d'abord appelée Pomeroon. Cette colonie est détruite par les Amérindiens et les Espagnols en 1596. 
Une première mention de colons juifs arrivés au Suriname remonte au début du XVIIe siècle (dans les années 1630).
Menés par Joost van der Hooge, membre de la confrérie Bentvueghels, les commerçants zélandais s'installent en 1613, sur une île nommée Kyk-over-al dans l'estuaire, à 25 kilomètres de l'océan, sur la rivière Mazaruni, juste avant le confluent avec le fleuve Essequibo. Ce site facilite le commerce avec la population locale et porte un nom latin, Nova Zeelandia. Ce nom évoque la Zélande, partie la plus au sud des Pays-Bas à la frontière belge, qui avait reçu le plus de réfugiés, après Amsterdam[réf. souhaitée], lors de la scission d'avec les Pays-Bas espagnols.
Van der Hooge retrouve ensuite un vieux fort portugais sur le site duquel il construit un nouveau fort plus proche de l'océan, sur une île appelée Fort Hoog, de 1616 à 1621 ; ce fort est aussi appelé Fort Kyk-over-al et devient en 1621 l'un des sièges de la Compagnie néerlandaise des Indes occidentales. Le fort devient en 1638 le siège de sa section zélandaise et est baptisé « Nouvelle-Zélande », tout comme la colonie. On y cultive du cacao, de l'indigo et du coton avec des colons de Middelburg, Veere et Flessingue. En 1658, le cartographe Cornelis Goliath (nl) crée une carte de la colonie et dessine les plans d'une ville nommée Nieuw Middelburg (nl).
Adrian Groenewegen épouse la fille d'un chef caraïbe pour contrebalancer l'influence des Arawaks. Les rapports de Don Juan Tostado, en février 1614, l'un des riverains espagnols, s'inquiétant de l'arrivée des Néerlandais, indiquent qu'ils mettent à la disposition des Amérindiens de grandes quantités de couteaux, haches et armes.
Un de ses successeurs, Jan van der Goes, amène plus d'habitants de sa province de Zélande à Kyk-over-al en 1624 et reçoit jusqu'en 1632 le soutien de la Compagnie néerlandaise des Indes occidentales. Le commerçant Abraham van Pere s'installe sur la rivière Berbice en 1627 et bâtit Fort Nassau (Guyana) (nl) à environ 80 kilomètres à l'intérieur des terres.
La colonie est habitée de façon permanente à partir de 1624. 
Elle a pour premiers gouverneurs Adrian Groenewegen (1616–1624) puis Jacob Conijn (1624–1627) et ensuite Jan van der Goes (1627–1638), suivis par Cornelis Pieterszoon Hose (1638–1641) et Andriaen van der Woestijne (1641–1644). 
La bataille de la baie de Matanzas, gagnée en 1628, permet ensuite l'installation au Brésil est le début de l'histoire du Pernambouc en 1630[réf. souhaitée].

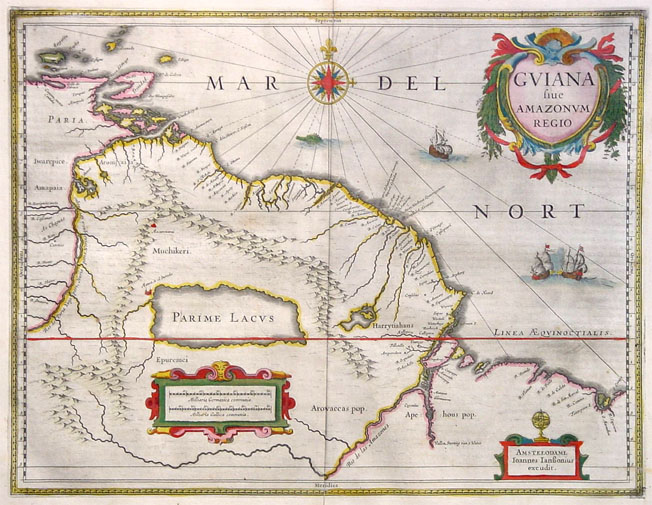
Carte de Suriname et du Guyana, avec le lac Parimé, par Janssonius, 1629

### Colonisation française en 1626 et anglaise en 1643
En 1626, une colonie d'environ cinq-cents personnes venues de La Rochelle, en France, s'installe sur la Saramacca avant de déserter le site en 1629, selon les écrits du colonel John Scott. Les Français reviennent dix ans plus tard, au nombre de quatre-cents, pour trois ans de nouveau mais sont exterminés par les Amérindiens en 1642. En 1643, ce sont trois-cents Anglais qui s'installent. Ils sont à leur tour éliminés par les Amérindiens.

### Conflits dans la région et colonisation juive dans les années 1650

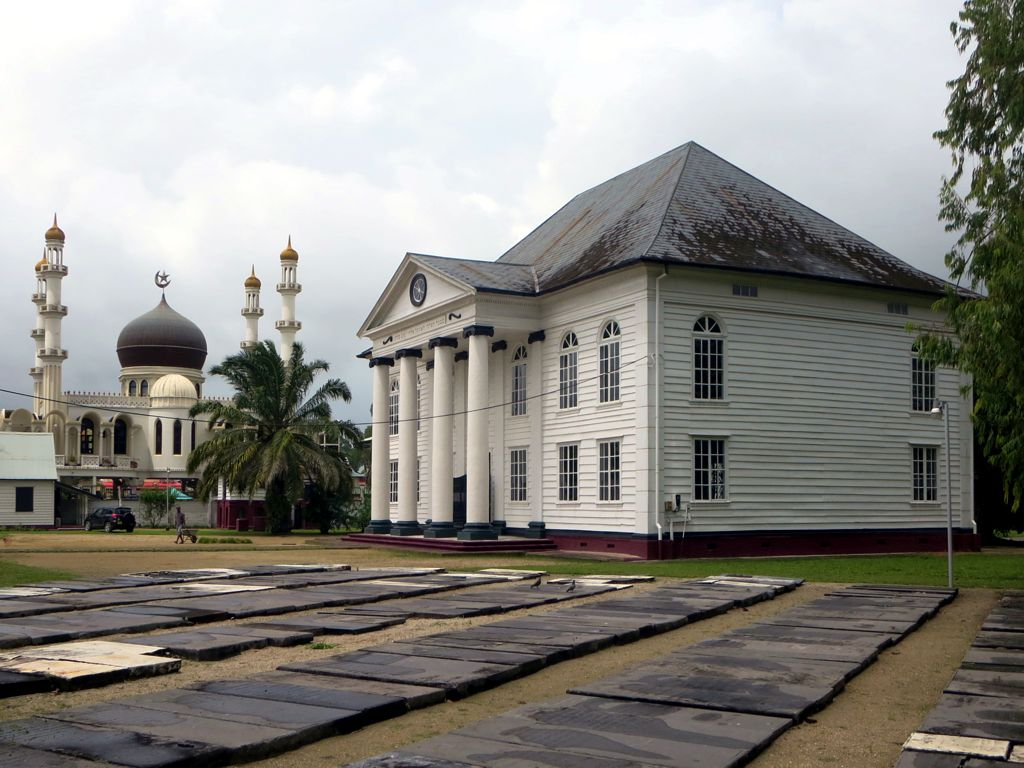
Paramaribo : synagogue Neveh Shalom (à droite), mosquée Keiserstraat (gauche)

Dans les années 1650, les Néerlandais relancent la colonisation dans ce qui va devenir la Guyane britannique. 
En 1654, l'histoire du Pernambouc néerlandais s'achève. 
Au bout de dix années de lutte au Brésil, les Pays-Bas (Provinces-Unies) capitulent. Les colons fuient. 
Le 24 décembre 1657, aux Pays-Bas, les maires des villes de Middelbourg, Flessingue (Vlissingen) et Vere, en accord avec la Compagnie néerlandaise des Indes occidentales, décident de fonder une colonie près de la rivière Pomeroon ouverte aux Juifs portugais du Brésil hollandais (Nouvelle-Hollande), spécialisés dans la transformation du sucre et aux Juifs séfarades, réputés pour leurs bons contacts avec les colonies espagnoles ; anciens expulsés d'Espagne ou fuyant l'Inquisition espagnole, ils parlent alors souvent espagnol,. Pour les inciter à s'installer au Suriname, ils reçoivent des privilèges spéciaux qui leur accordent la liberté de religion, la liberté de propriété ou le droit d'avoir leur propre tribunal judiciaire.
Le nom de la ville de Paramaribo est alors Nieuw Middelburg, et un grand nombre de Juifs arrivent alors du Brésil, de Livourne, d'Amsterdam, de Hambourg et même de Salé, au Maroc. 
La colonie d'Essequibo est relancée sous le nom de Pomeroon-Supenaam, avec David Cohen Nassi.

### Conflits dans la région dans les années 1660
Dans les années 1660, les puissances hollandaises, anglaises et françaises se lancent dans de grands conflits dans la région, qui seront au cœur de la deuxième guerre anglo-néerlandaise. Les implantations hollandaises du Guyana sont abandonnées en 1664 et n'ont qu'un seul moulin à sucre. En 1664, Alexandre de Prouville de Tracy prend Cayenne, fondée en 1656, aux Hollandais. 
L'ex-gouverneur de la Barbade, l'Anglais Thomas Modyford fait venir à la Jamaïque près de deux-mille Anglais du Suriname, après le traité de Bréda du 31 juillet 1667. Vaincus, les Anglais conservent New York, prise lors de la deuxième guerre anglo-néerlandaise, mais doivent céder les plantations sucrières du Suriname jugées plus rentables. Les Néerlandais, dirigés par Abraham Crijnssen, les avaient envahies le 27 février 1667 et rebaptisées Fort Zeelandia, avec l'aide des nombreux esclaves marrons cachés dans la jungle. Les Anglais veulent emmener les Juifs, citoyens anglais, à la Jamaïque pour y développer l'industrie sucrière mais les Hollandais s'y opposent.

En décembre 1665, les Anglais, menés par le major John Scott, attaquent et détruisent Nieuw Middelburg, fondée en 1658 et devenue grand producteur de sucre. La majorité des Juifs partent alors pour Curaçao.

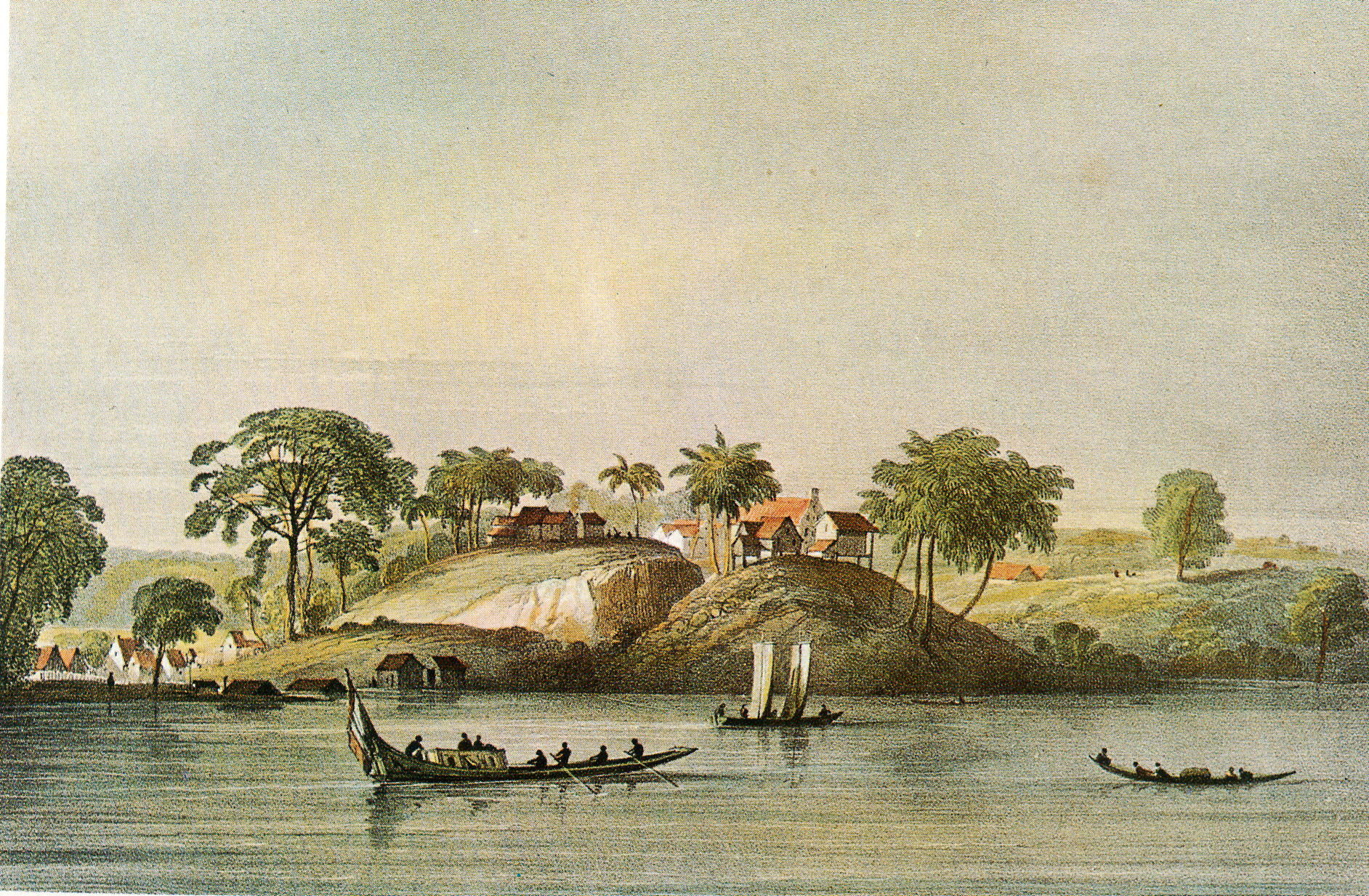
La colonie juive de Jodensavanne, 1830.

Plus au sud, des Juifs venus des pays-Bas et d'Italie avant 1630 rejoignent en 1639 l'ancienne capitale du Suriname, Torarica, fondée avant 1630, sur la rive gauche de la rivière Suriname, dans la Jodensavanne (« savane juive »), dans le district de Para, approximativement à 40 kilomètres au sud de Paramaribo, ville majeure, ainsi que son port, située elle dans l'embouchure, sur la côte.

### Colonisation britannique
Une autre colonie est fondée en 1630 par des Britanniques sous le commandement du capitaine Marshall. Ils tentent de cultiver du tabac, sans succès. 

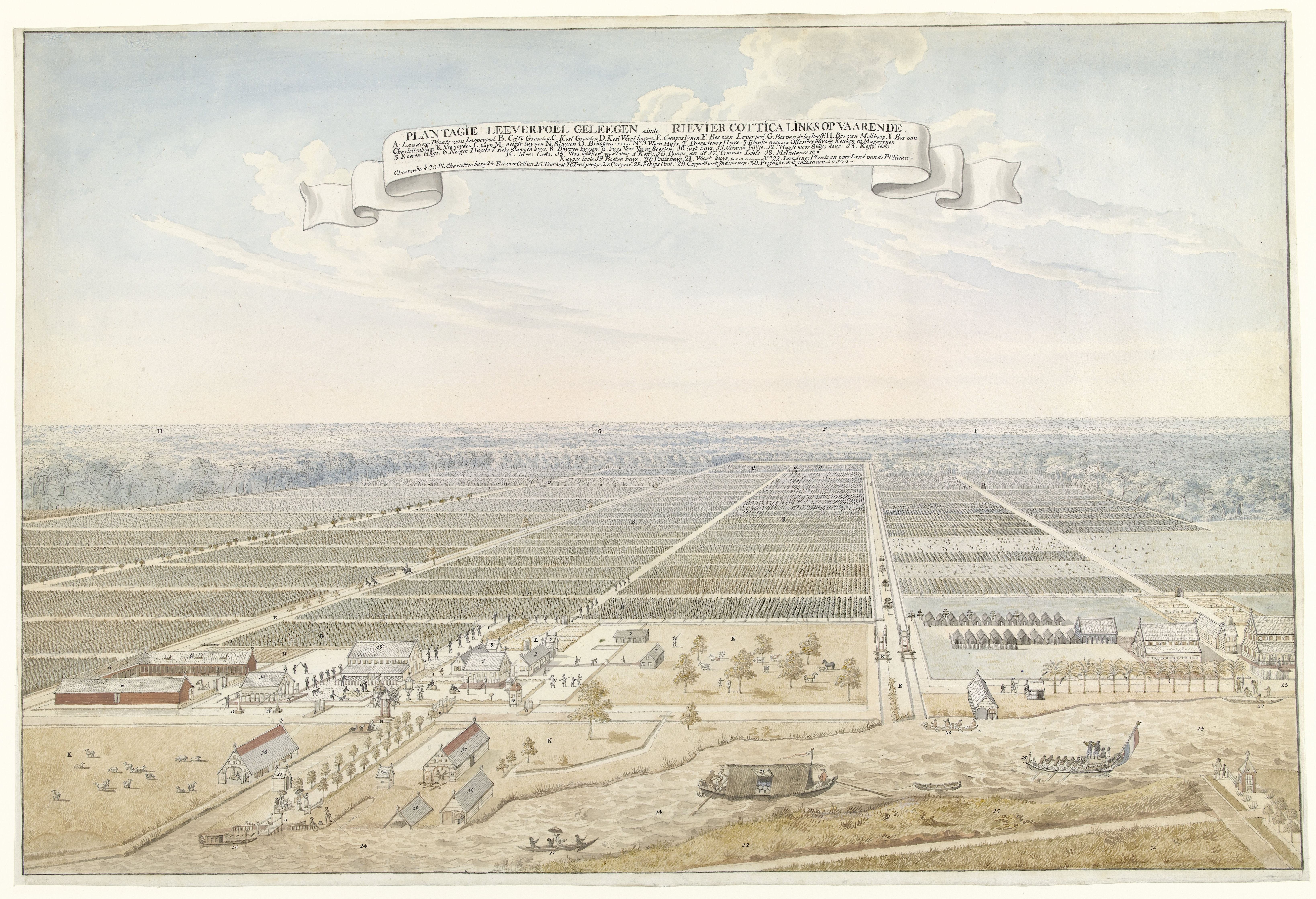
Vue de la plantation de café Leeverpoel (ou Liverpool) au Suriname dans la seconde moitié du XVIIIe siècle.

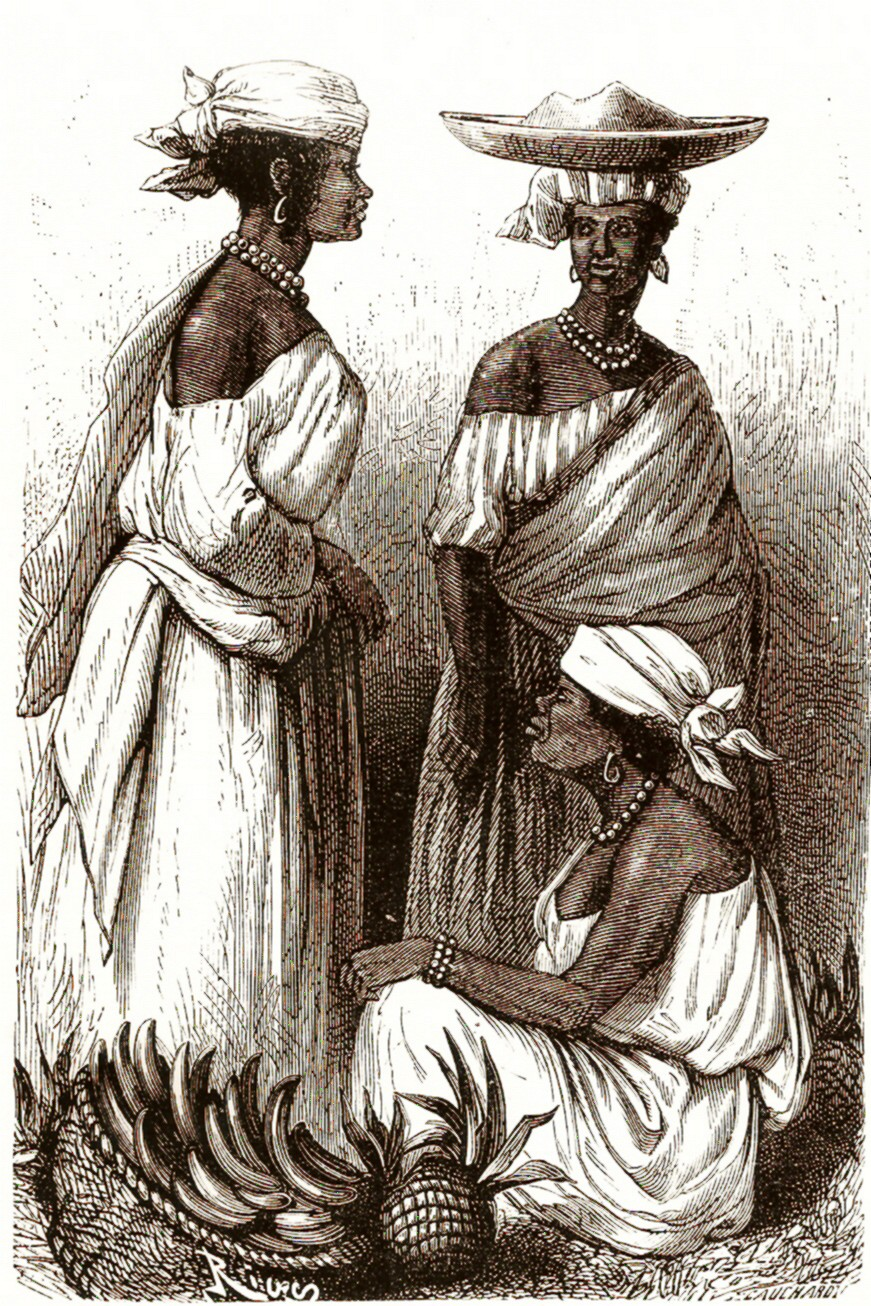
Créoles sur le marché de Paramaribo. Gravure du XIXe siècle.

En 1650, Anthony Rowse quitte l'île de la Barbade avec cent planteurs et leurs esclaves pour fonder un fort Willoughby et Willoughbyland, le long des rivières au Suriname et Pará, sur le site de l'actuelle Paramaribo, après avoir négocié avec les chefs amérindiens. Cinq-cents plantations de canne à sucre sont rapidement mises en place. Environ mille Blancs y travaillent et des Juifs venus d'Europe et du Brésil les rejoignent rapidement. Certaines sources affirment que lord Francis Willoughby de Parham, alors gouverneur général des Antilles néerlandaises (Indes occidentales néerlandaises), les a invités à se contenter de renforcer l'économie de l'industrie sucrière. Cependant, le Parlement rend cette transaction illégale. 
Dès mai 1650, la flotte de l'amiral George Ayscue menace la Barbade, fief des royalistes catholiques avec deux-mille hommes, renforcés par huit-cent-cinquante autres de Virginie, face aux cinq-mille miliciens alignés par le gouverneur de l'île Lord Willoughby. 
En 1661, à la restauration de la monarchie, le roi Charles II invalide la loi de 1651 et donne une patente à la colonie britannique, nommée Willoughbyland et son fort (Fort Willoughby).

Des Néerlandais envahissent la colonie le 27 février 1667 sous le commandement d'Abraham Crijnssen avec l'aide d'esclaves marrons cachés dans la jungle, particulièrement nombreux dans la région, au cours de la deuxième guerre anglo-néerlandaise (1665-1667). Ils mettent la main sur Fort Willoughby et le renomment Fort Zeelandia. Le 31 juillet 1667, Britanniques et Néerlandais signent le traité de Bréda qui laisse l'ancienne colonie néerlandaise de La Nouvelle-Amsterdam (qui devient plus tard New York) aux premiers et le Suriname aux seconds. Willoughbyland prend le nom de « Guyane néerlandaise ». Le traité de Westminster de 1674 entérine cette situation après la troisième guerre anglo-néerlandaise qui voit le Royaume-Uni reprendre puis perdre le Suriname et les Pays-Bas reprendre la Nouvelle-Amsterdam en 1673.

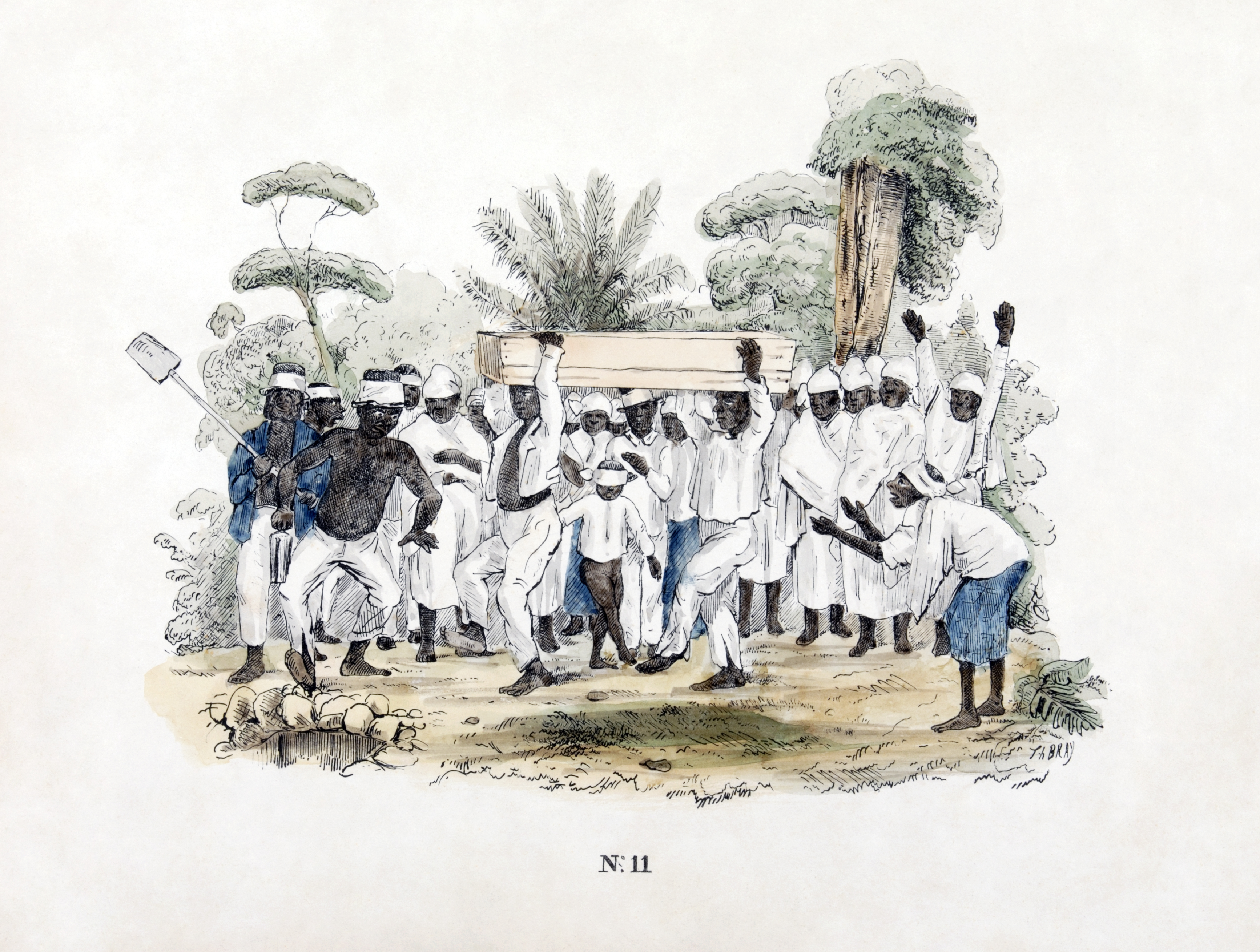
Funérailles d'un esclave dans une plantation du Suriname, vers 1840.

En 1675, les Néerlandais votent des lois pour protéger les droits des Amérindiens du Suriname, auxquels sont assimilés les Noirs marrons, le tout afin de pacifier le territoire. En 1682, une société du Suriname remplace la Compagnie néerlandaise des Indes occidentales : elle est propriété commune de celle-ci, mais aussi de Cornelis Aerssen et de la ville d'Amsterdam.
Le Suriname est occupé à nouveau par le Royaume-Uni en 1799, après l'invasion des Pays-Bas par la France et la fondation de la République batave. 
Il est par la suite libéré en 1816 après la défaite de Napoléon Ier[réf. souhaitée].

### Abolition de l'esclavage
L'agriculture se développe tout au long du XVIIIe siècle, essentiellement grâce au travail des esclaves. Nombre d'entre eux fuyaient les mauvais traitements subis dans les plantations et s'évadaient dans la jungle : ils étaient alors appelés Noirs marrons, djukas ou bakabusi nengre). Ils revenaient fréquemment pour lancer des attaques. Leur territoire formait une sorte de tampon entre les colonies européennes, le long de la côte et des fleuves, et les tribus indigènes de l'intérieur des terres.

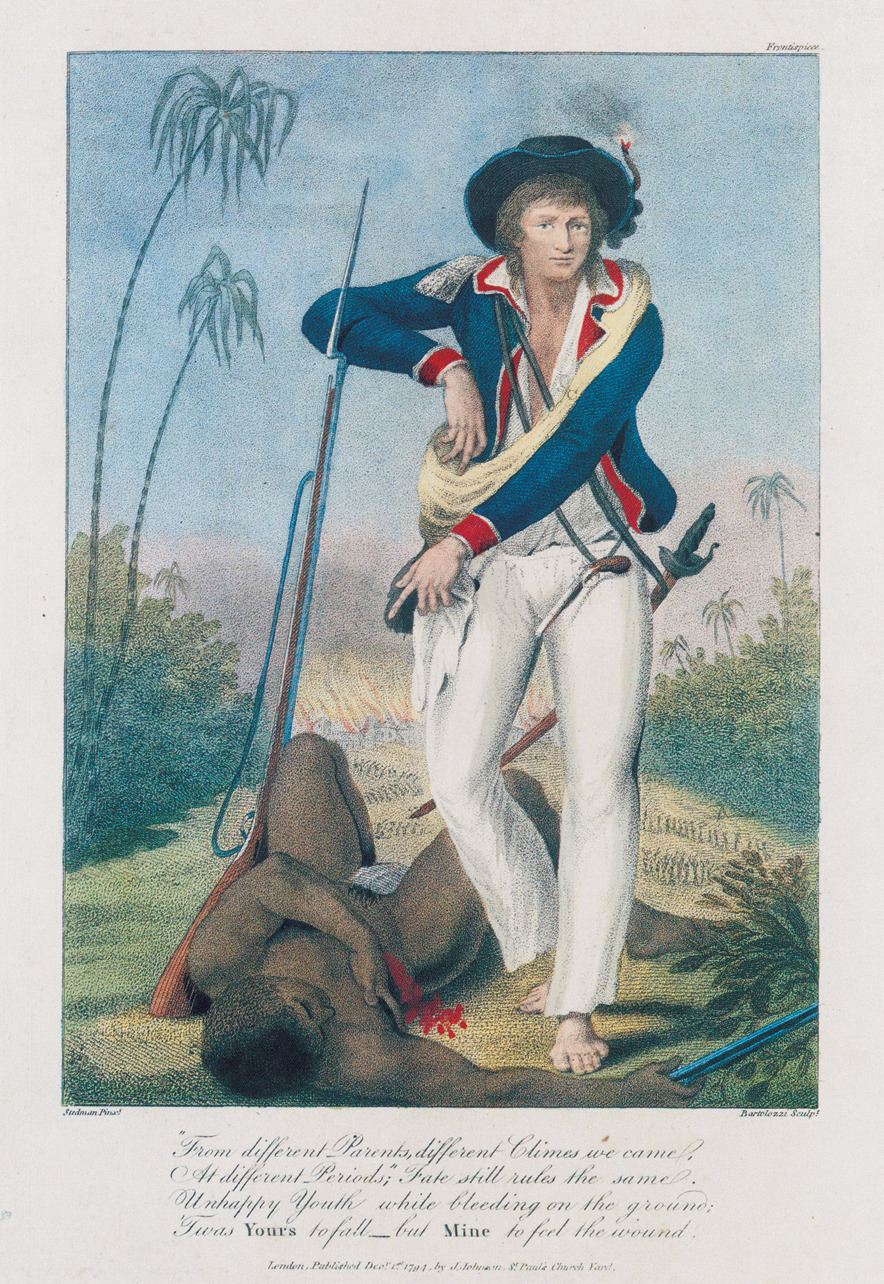
Jean Gabriel Stedman, chasseur d'esclaves (1791)
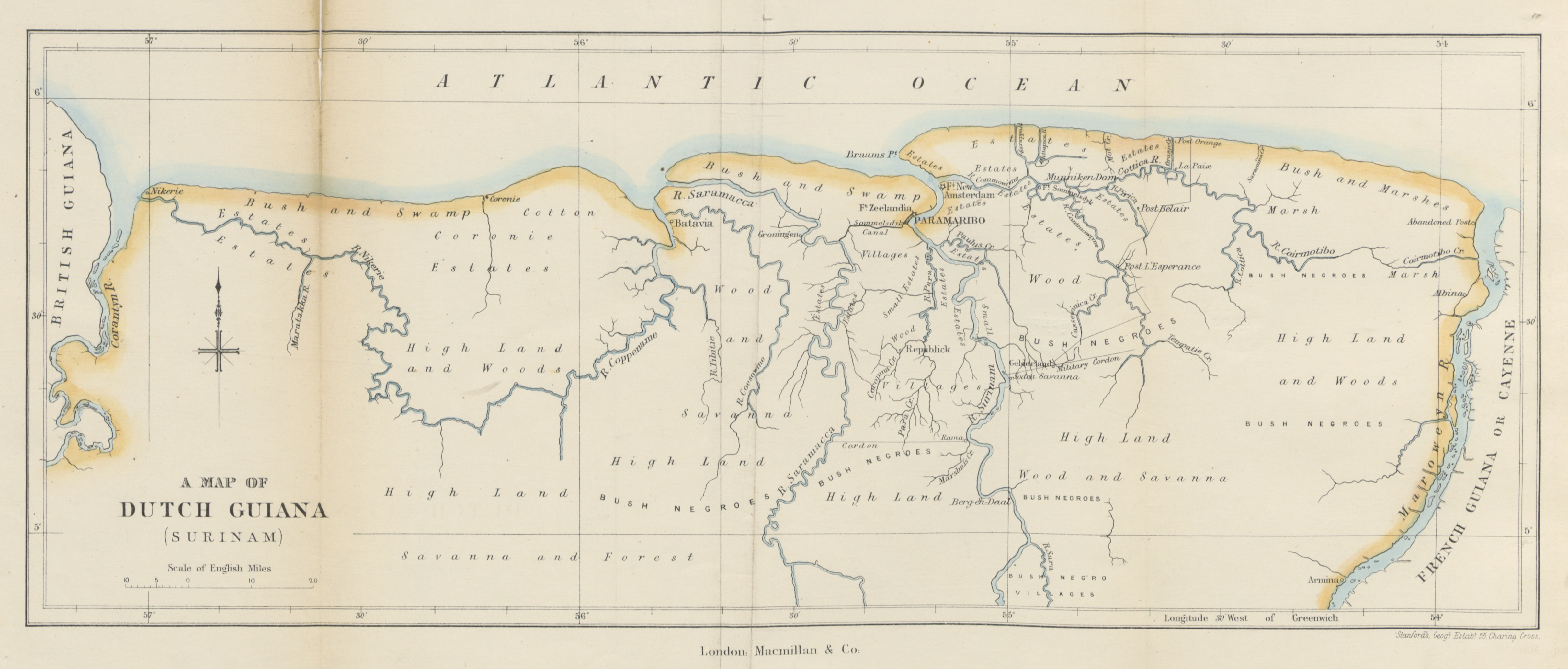
Carte de 1876.
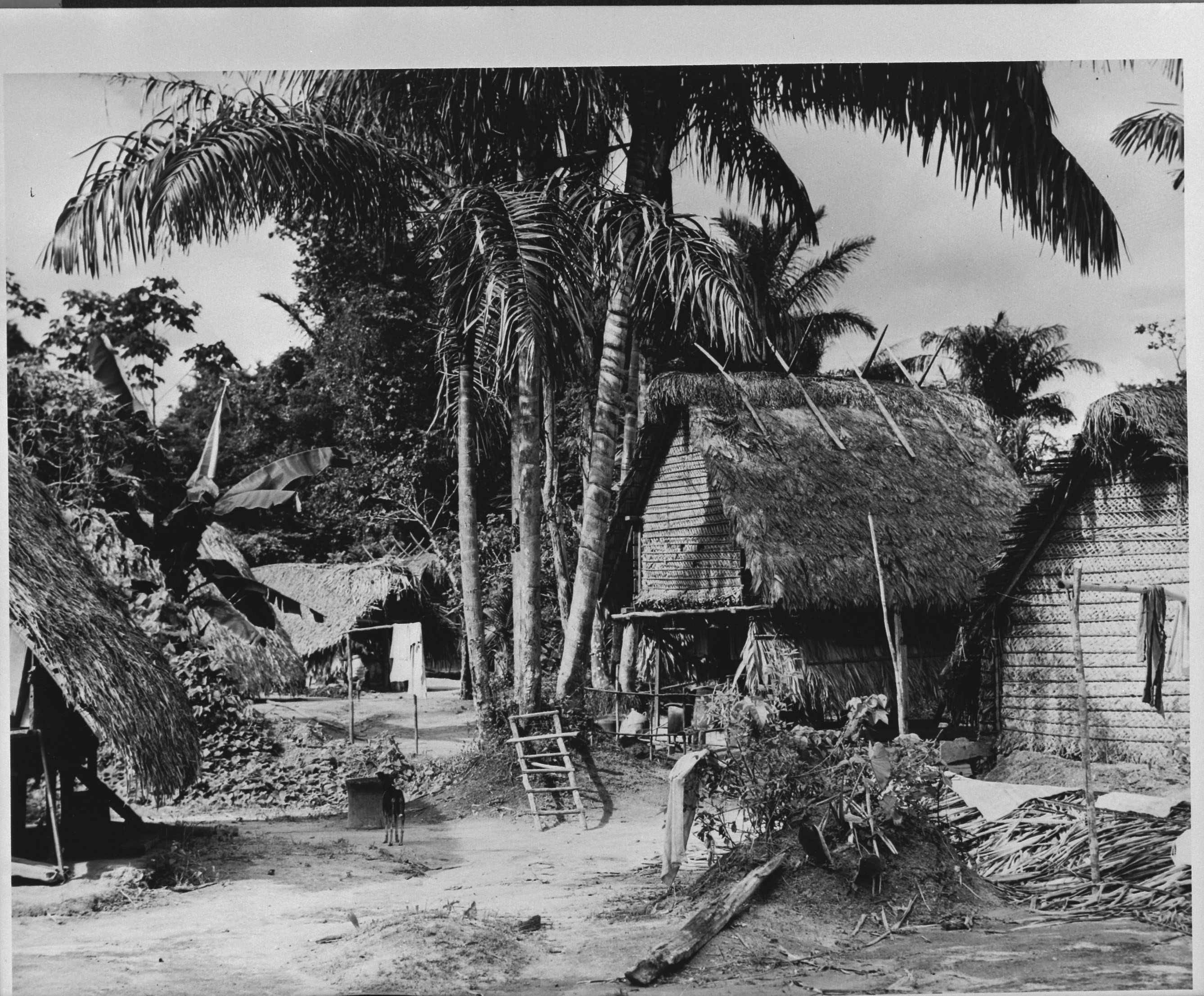
Village marron (1940-1945).
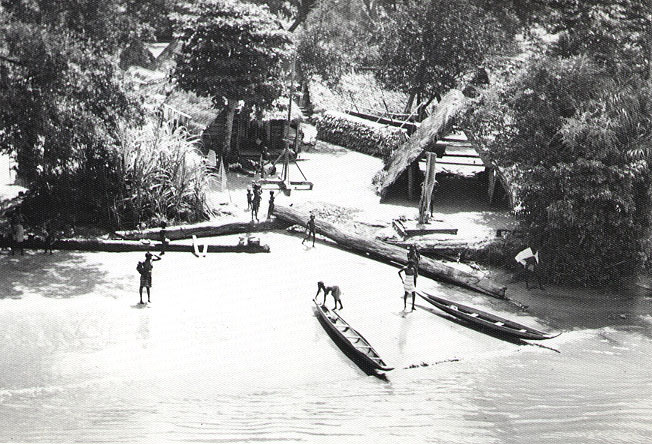
Village marron (1955).
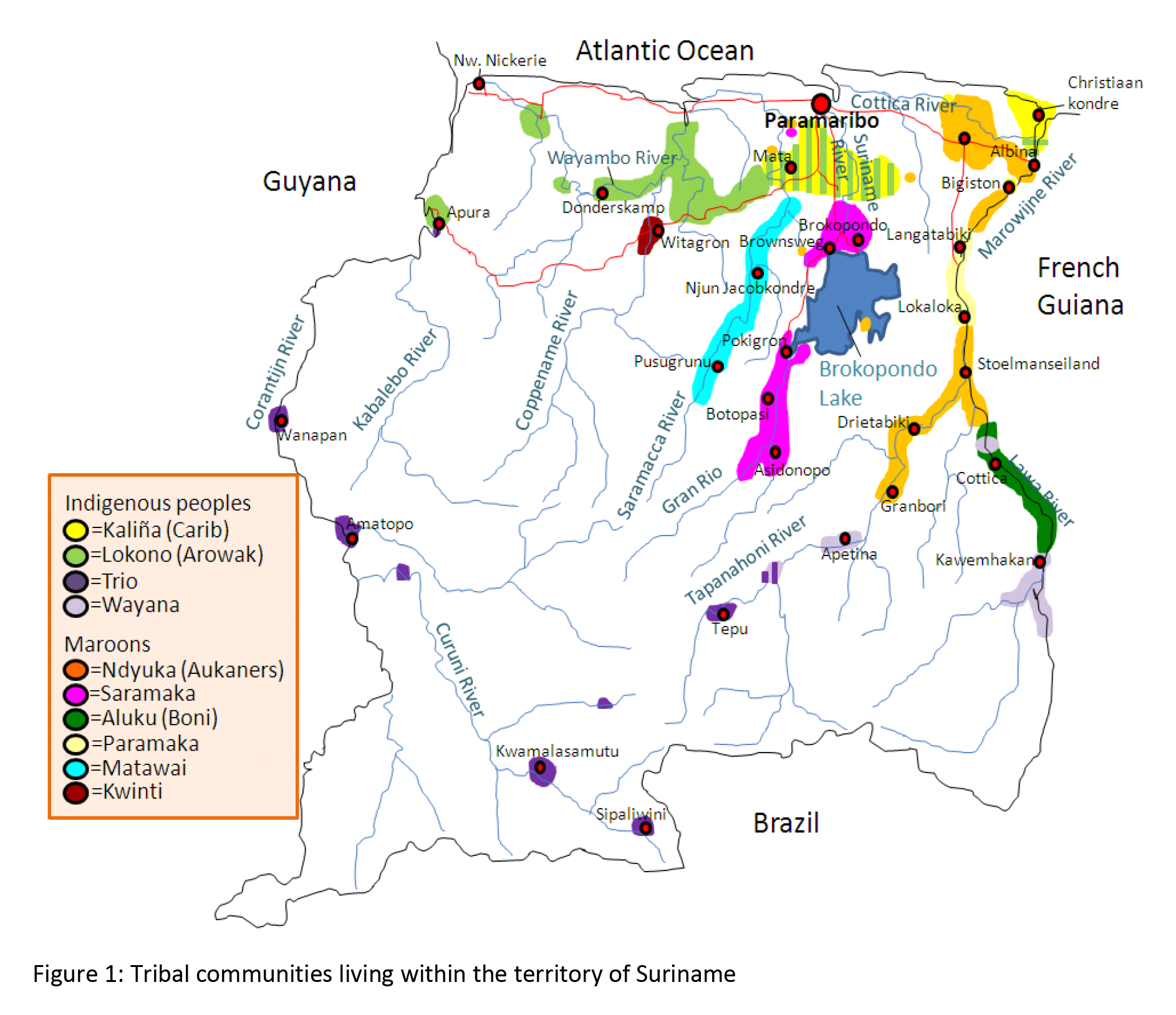
Communautés tribales indigènes et marron.

Des révoltes d'esclaves ont lieu au Suriname dans les années 1770, que notamment Jean Gabriel Stedman, officier chasseur d'esclaves, réprime avec cruauté, comme il le rapporte dans son ouvrage Voyage à Surinam.
Les Pays-Bas abolissent l'esclavage en 1863 mais les esclaves ne sont effectivement libérés qu'en 1873. Le festival Ketikoti commémore cette abolition. 
Entre 1400 et 1860, les marchands d'esclaves ont importé au Guyana et au Suriname environ 500 000 esclaves noirs.
Dès 1860, les planteurs font venir de nombreux travailleurs des Indes orientales néerlandaises, majoritairement des Chinois. Après 1873, on fait venir également des Indiens : le premier voilier qui les conduit au Surinam est le Lalla Rookh,. 
Avec le temps, ces Hindous se mettent à parler l'hindoustani du Suriname. Mohandas Gandhi met fin à cette pratique de « serviteurs contractuels » en 1916.
Dans les années 1880-1890, une petite ruée vers l'or s'improvise sur le cours de la Lawa.
Dans les années 1940, commence l'importation de bétail européen. Dans les années 1960, entre autonomie et indépendance, 8 000 fermes élèvent 40 000 bovins pour la viande et le lait.
Dans les années 1940, le pays devient producteur de bauxite pour l'aluminium américain.

## Autonomie (1954), indépendance (1973)
Le Suriname obtient son autonomie en 1954 : les Pays-Bas conservent le contrôle des domaines de la défense et des affaires étrangères. En 1973, le gouvernement local entame des négociations avec le gouvernement néerlandais en vue de l'indépendance qui devient officielle le 25 novembre 1975. 
Johan Ferrier est le premier président du Suriname indépendant, avec Henck Arron, du Parti national du Suriname, comme Premier ministre. Les Pays-Bas mettent en place un programme d'entraide doté de 1,5 milliard de dollars[réf. souhaitée] qui doit durer jusqu'en 1985. 
Un tiers de la population quitte le Suriname pour les Pays-Bas[réf. nécessaire].

## Après l'indépendance (1975-présent)

### Dictature et conflit armé (1980-1992)
- Dictature militaire du Suriname (1980-1991)

En 1980, le gouvernement Arron est renversé par un coup d'État militaire (révolution sergents) mené par le sergent-major Desi Bouterse (1945-2024). 
Ferrier refuse de reconnaître le nouveau gouvernement et nomme Henk Chin A Sen (1934-1999) du Parti national républicain à la place. 
Un second coup d'État suit cinq mois plus tard à l'occasion duquel l'armée remplace Ferrier par Chin A Sen. 
La population civile accueille favorablement ces changements. 
Elle espère ainsi mettre un terme à la corruption et voir une amélioration du niveau de vie en dépit de l'interdiction des partis d'opposition par le nouveau régime qui devient en effet de plus en plus dictatorial[réf. nécessaire]. 
Les Pays-Bas reconnaissent le nouveau gouvernement mais les relations diplomatiques entre les deux pays prennent fin lorsque quinze membres de l'opposition sont exécutés par l'armée le 8 décembre 1982 à Fort Zeelandia. 
Les États-Unis et les Pays-Bas arrêtent leur aide au Suriname.
L'interdiction des partis politiques est levée en 1985. 
De là, les citoyens du Suriname s'attèlent à la rédaction d'une nouvelle Constitution. 
L'année suivante voit l'éclosion d'un mouvement rebelle des descendants des Noirs marrons. 
Menés par Ronnie Brunswijk (1961-), ils se font appeler le Jungle Commando (« Commando de la jungle »). Le régime de Bouterse réprime brutalement cette insurrection en saccageant et en brûlant des villages (voir massacre de Moïwana). 
C'est la guerre civile du Suriname. 
Plusieurs milliers de Bushinengues fuient alors vers la Guyane française voisine.
Des élections ont lieu en novembre 1987 qui sont gagnées par le Front pour la démocratie et le développement, coalition anti-Bouterse, avec 40 puis 51 sièges[réf. nécessaire]. 
Les Pays-Bas reprennent leur aide financière l'année suivante. 
Le 21 juillet 1989, l'accord de paix de Kourou est signé entre le nouveau gouvernement et Brunswijk. 
Des tensions apparaissent cependant rapidement entre Bouterse et le président de l'Assemblée nationale, Ramsewak Shankar (1937-). 
Ce dernier est renversé, après 2 ans et 10 mois de présidence, par un coup d'État mené par Bouterse le 24 décembre 1990. 
Un nouveau gouvernement soutenu par l'armée prend alors le pouvoir, avec Johan Kraag (1913-1996) comme président.
De nouvelles élections ont lieu le 25 mai 1991. 
La coalition de Ronald Venetiaan (1936-) remporte trente sièges, le parti de Bouterse douze sièges et l'Alternative démocratique, neuf. 
Venetiaan est désigné président et l'année suivante, un traité de paix conclu avec le Commando de la jungle met fin à la rébellion marron.

### Période contemporaine (1992-présent)

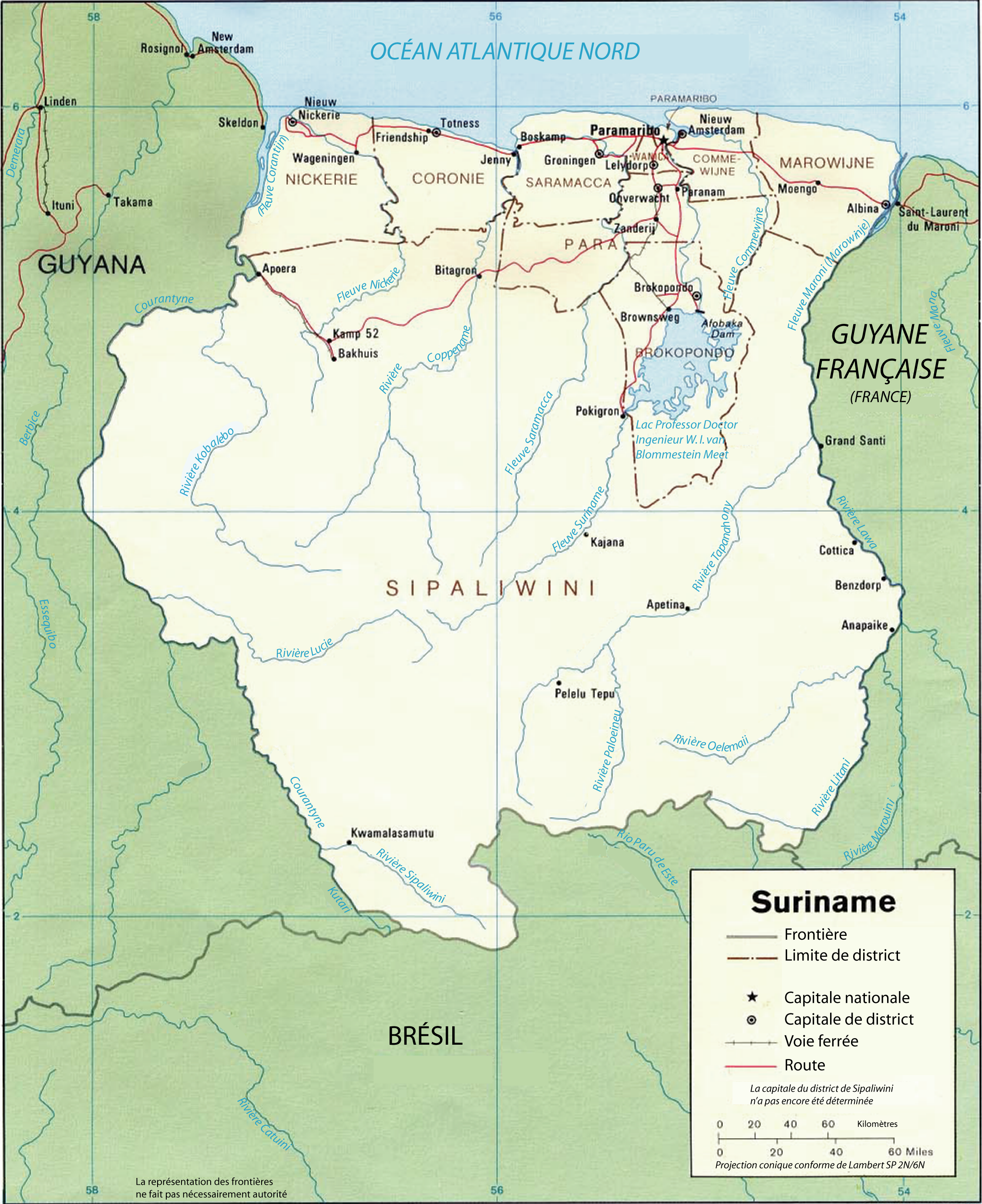
Frontières du Suriname.

Pendant ce temps, l'économie rencontre de sérieuses difficultés accentuées par la chute des prix de l'aluminium. Un programme structurel d'ajustement est mis en place en 1992, suivi par un programme en 1994. Cependant, la situation ne s'améliore pas malgré l'introduction des taux d'intérêt variables et une limitation des importations. De nombreuses grèves éclatent en 1999 et aboutissent à la destitution de Jules Wijdenbosch, élu président par l'Assemblée en 1996. 
Les élections anticipées du 25 mai 2000 permettent à Venetiaan de revenir à la présidence et les relations avec les Pays-Bas s'améliorent. En août 2001, la Banque de développement des Pays-Bas accorde un prêt de 125 millions de dollars américains sur dix ans, destiné à consolider les finances gouvernementales. 32 millions servent à rembourser les emprunts contractés par le gouvernement Wijdenbosch et les 93 millions restants à payer les dettes à la Banque centrale du Suriname.
La malchance financière combinée aux bas prix du marché entraîne la fermeture des sociétés d'État de production de bananes en avril 2002, ce qui déclenche des protestations et des demandes de la part des travailleurs. 
En mai 2002, le président Venetiaan souligne la nécessité de surveiller en permanence le respect de la liberté d'expression et de reconnaître que des actes d'intimidation contre des journalistes, des rédacteurs de journaux et des journalistes ont eu lieu dans les années 1980 et 1990.
Venetiaan signe la Déclaration de Chapultepec sur la liberté d'expression. Les membres de l'Association des journalistes reçoivent la mesure avec plaisir et soulignent la nécessité de réformer certaines lois conformément aux directives contenues dans la déclaration. Dans une manœuvre visant à renforcer l'économie, le dollar surinamais est établi en janvier 2004 comme la nouvelle monnaie en vigueur, remplaçant le florin néerlandais. 
Aucun candidat n'a obtenu les deux tiers des votes parlementaires nécessaires à la présidence lors du premier tour des élections de juillet 2005. Au deuxième tour, la même chose s'est produite. Enfin, l'Assemblée du peuple unie, organe régional composé de 891 parlementaires et représentants de districts, réélit Venetiaan à la présidence avec 560 voix sur 879. 
En mai 2006, de fortes pluies frappent le pays et provoquent de graves inondations. Plus de 30 000 kilomètres carrés de territoire sont submergés par les eaux et 175 villages sont pratiquement « rayés de la carte » en étant recouverts de couches pouvant atteindre deux mètres de boue. Quelque 25 000 personnes perdent tout. Le gouvernement, qui qualifie la situation de « catastrophe », demande une aide immédiate aux organisations internationales.
L'Annuaire mondial 2006, préparé par le Groupement international de travail pour les affaires indigènes (IWGIA), dénonce le caractère raciste d'un projet de loi minière, alors à l'étude à l'Assemblée nationale. S'il est approuvé, le projet conduirait plusieurs communautés autochtones du nord du pays à quitter leurs terres pour y installer de nouvelles mines. À son tour, selon l'IWGIA, les habitants des zones avoisinantes seraient trop exposés à l'incidence du mercure utilisé dans les mines, ce qui pourrait entraîner des malformations congénitales et une intoxication au mercure chez les adultes. 
En octobre 2006, l'assassinat de plusieurs personnes sans abri alors qu'elles dormaient dans les rues de la capitale secouent le pays[réf. nécessaire]. Deux d'entre elles sont abattues en février et deux autres sont brûlées à l'essence en mai, la dernière victime ayant été tuée avec une hache. La police soupçonne qu'un tueur en série soit responsable[réf. nécessaire].
Le nombre de personnes sans domicile, la plupart souffrant de maladies mentales, a augmenté au cours des dernières années. 
Le différend avec le Guyana concernant les droits sur un bassin sous-marin est resté en suspens, les deux gouvernements s'attendant à ce que l'Organisation des Nations unies (ONU) adopte une résolution dans les mois à venir[Quand ?]. Selon les experts[Lesquels ?], le bassin pourrait contenir environ 15 milliards de barils de pétrole et un autre de gaz naturel[réf. nécessaire]. 
Au début des années 2020, les découvertes d'hydrocarbures se multiplient au large du Guyana voisin puis du Suriname.
Le 25 mai 2010, l'ex-candidat sortant Desi Bouterse est le vainqueur des élections bien qu'il n'ait pas atteint la majorité nécessaire pour être élu président : il doit former un gouvernement de coalition. Cinq ans plus tard, lors des élections de 2015, sa force politique, le Parti national démocrate, obtient la majorité absolue des sièges à l'Assemblée nationale et le président Desi Bouterse peut être réélu pour un autre mandat de cinq ans.

### Galerie présidentielle partielle

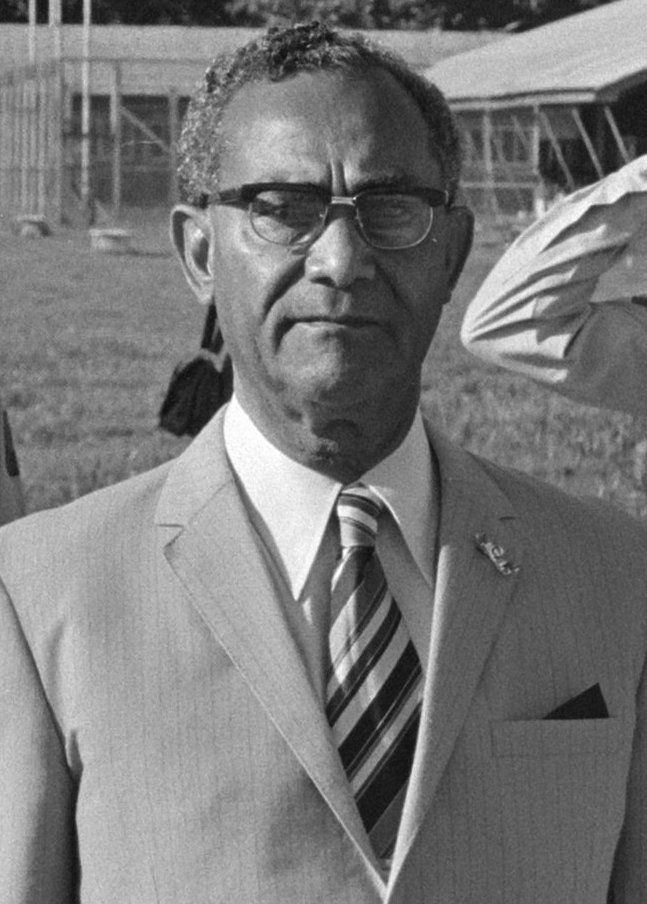
Johan Ferrier 1975-1980
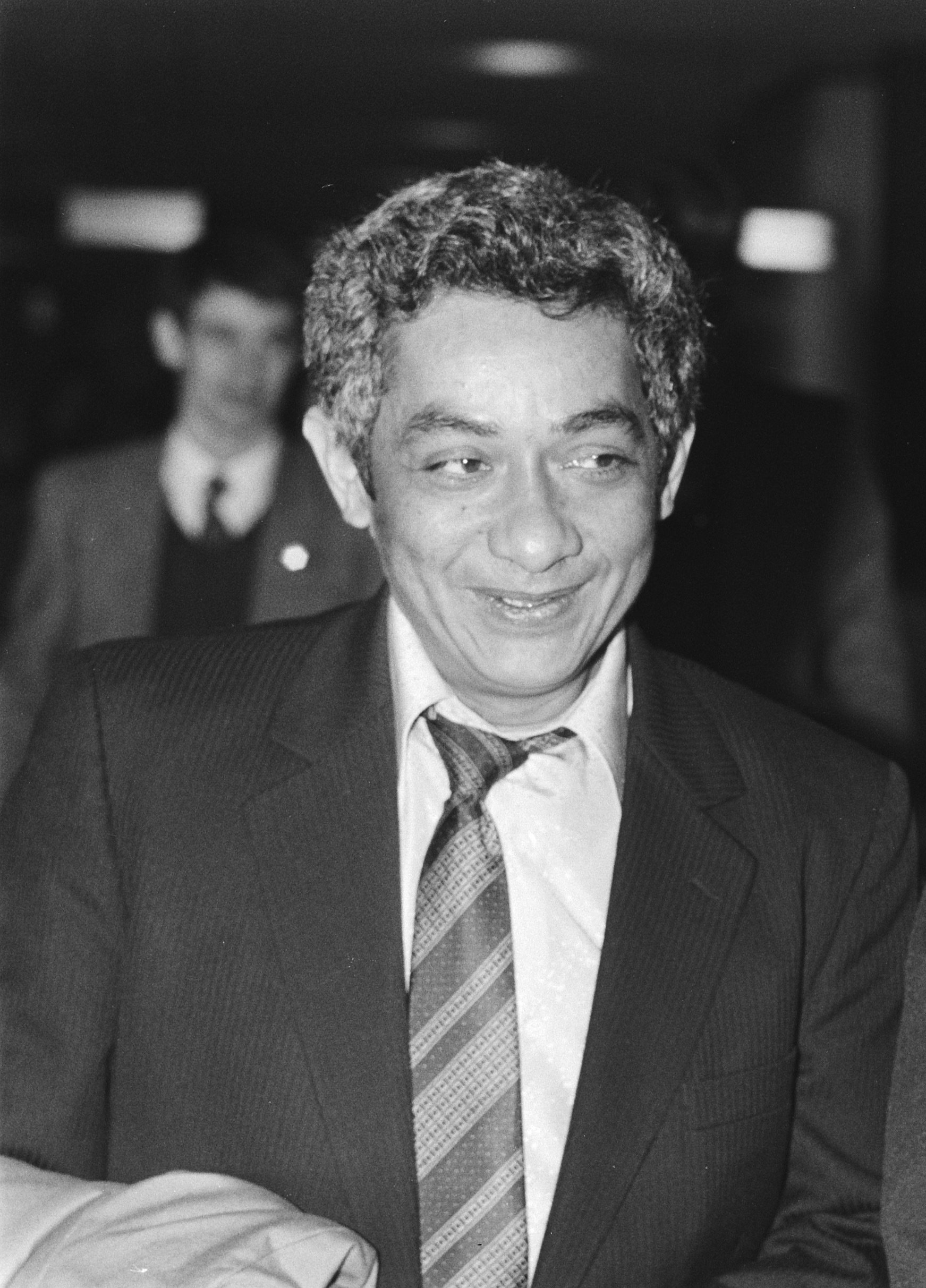
Henk Chin A Sen 1980-1982
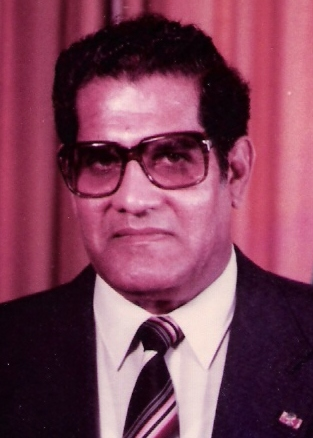
Fred Ramdat Misier 1982-1988
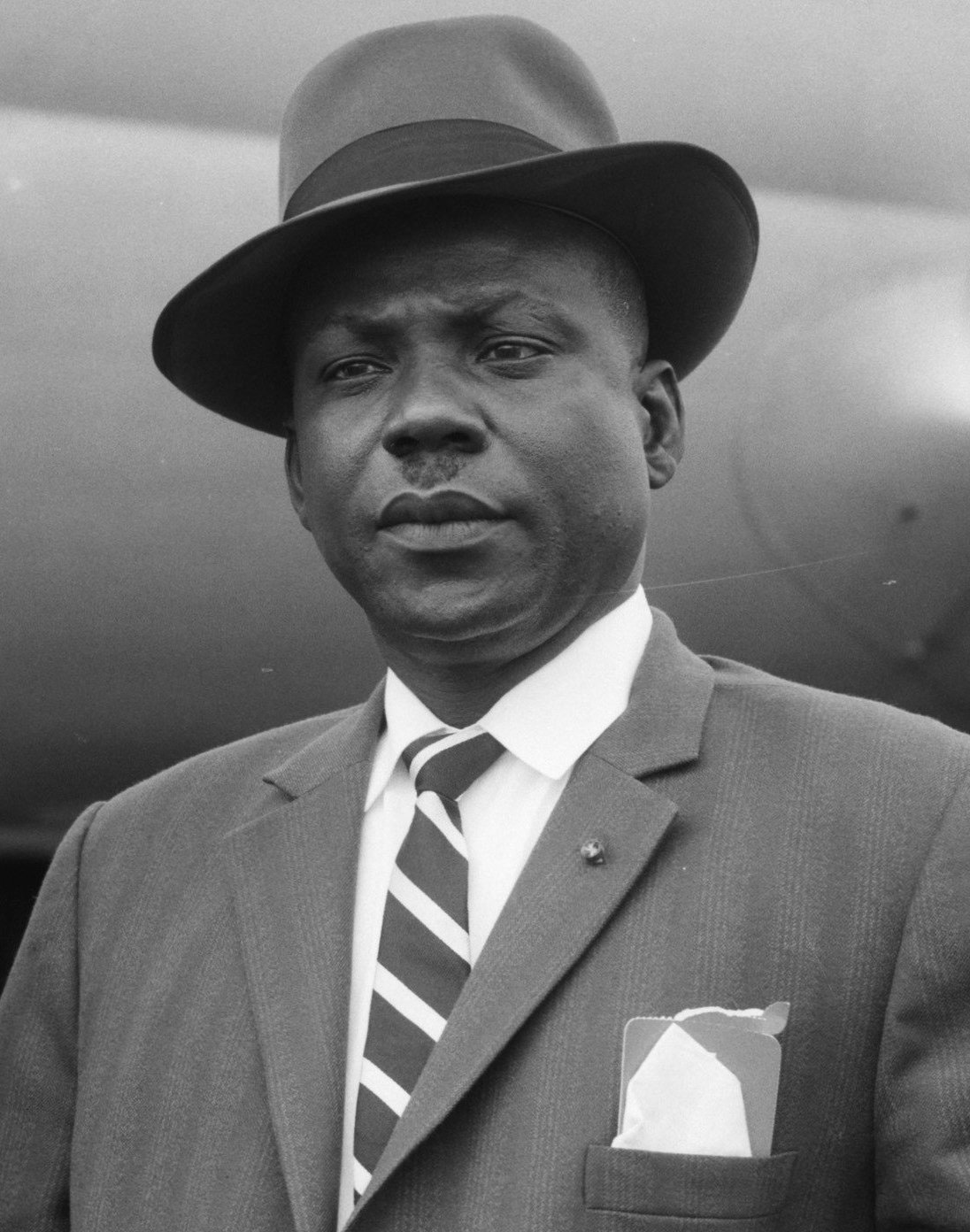
Johan Kraag 1990-1991
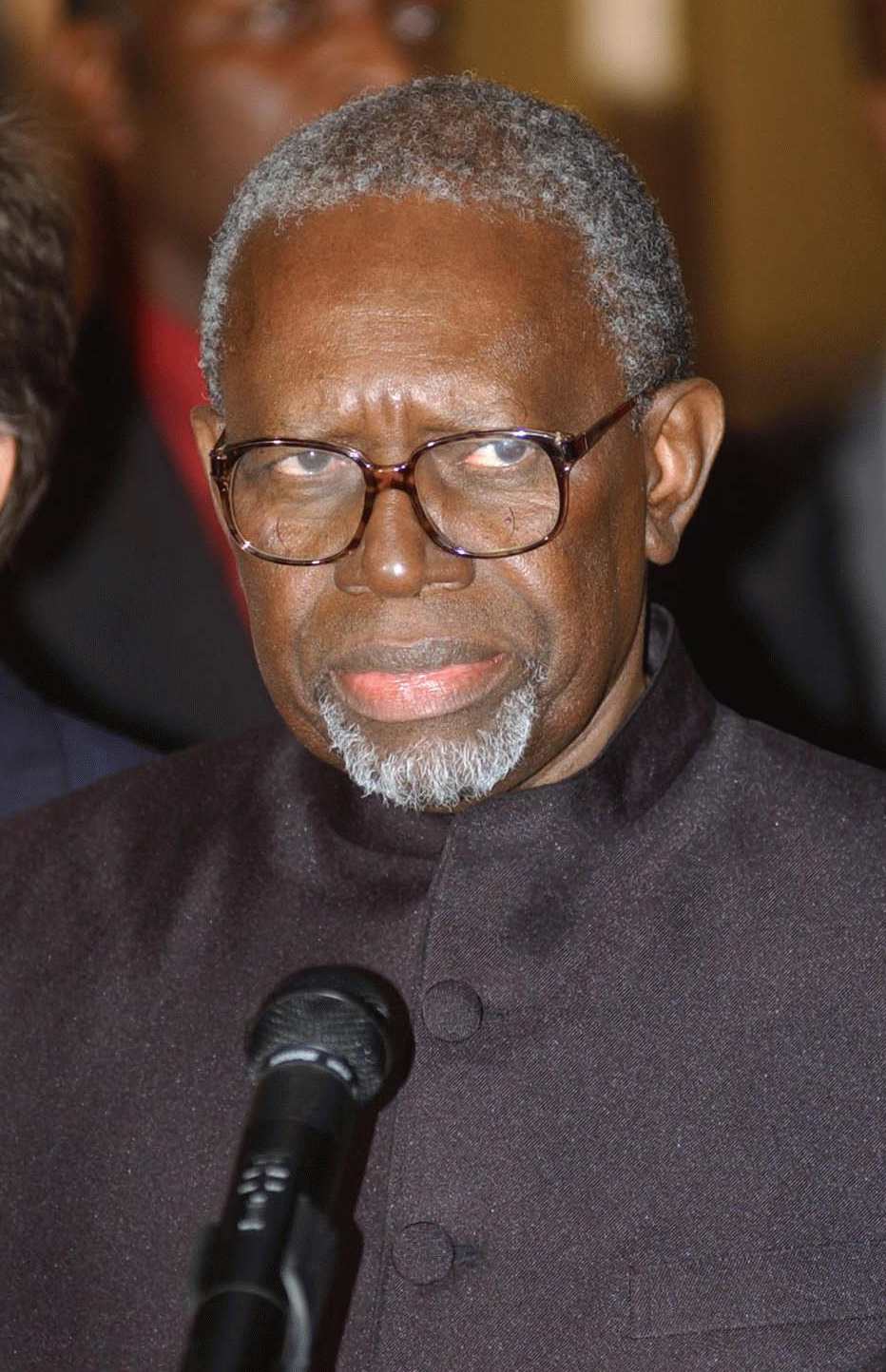
Ronald Venetiaan 1991-1996
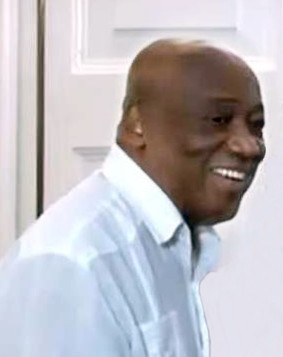
Jules Wijdenbosch 1996-2000
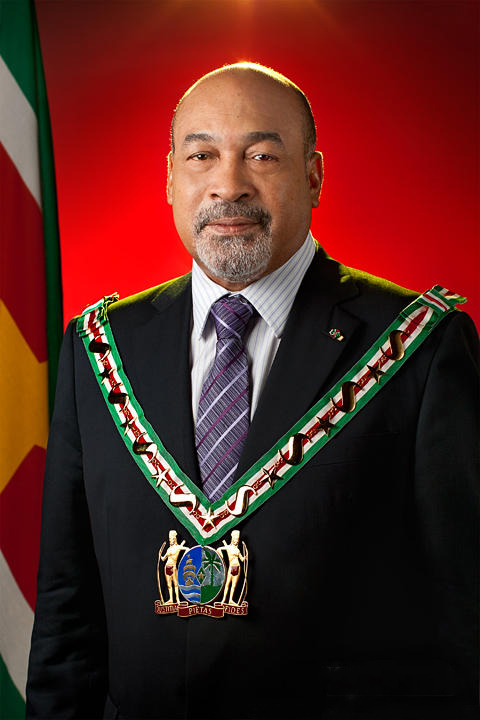
Desi Bouterse 2010-2020
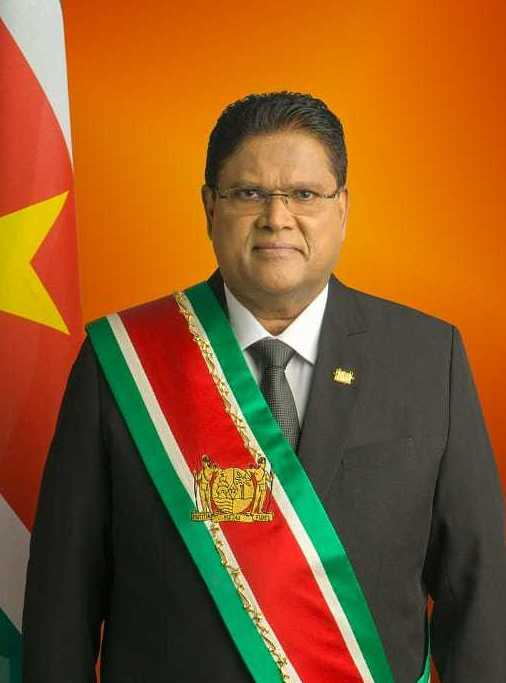
Chan Santokhi 2020-

### Galerie des vice-présidents depuis 2000

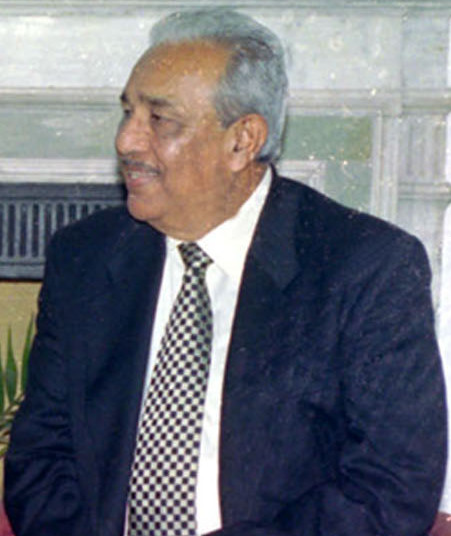
Jules Ajodhia 2000-2005
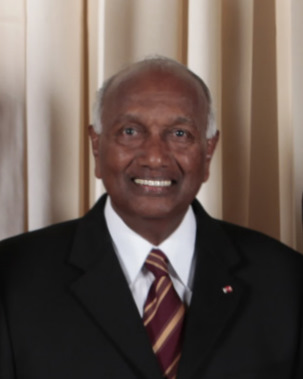
Ram Sardjoe 2005-2010
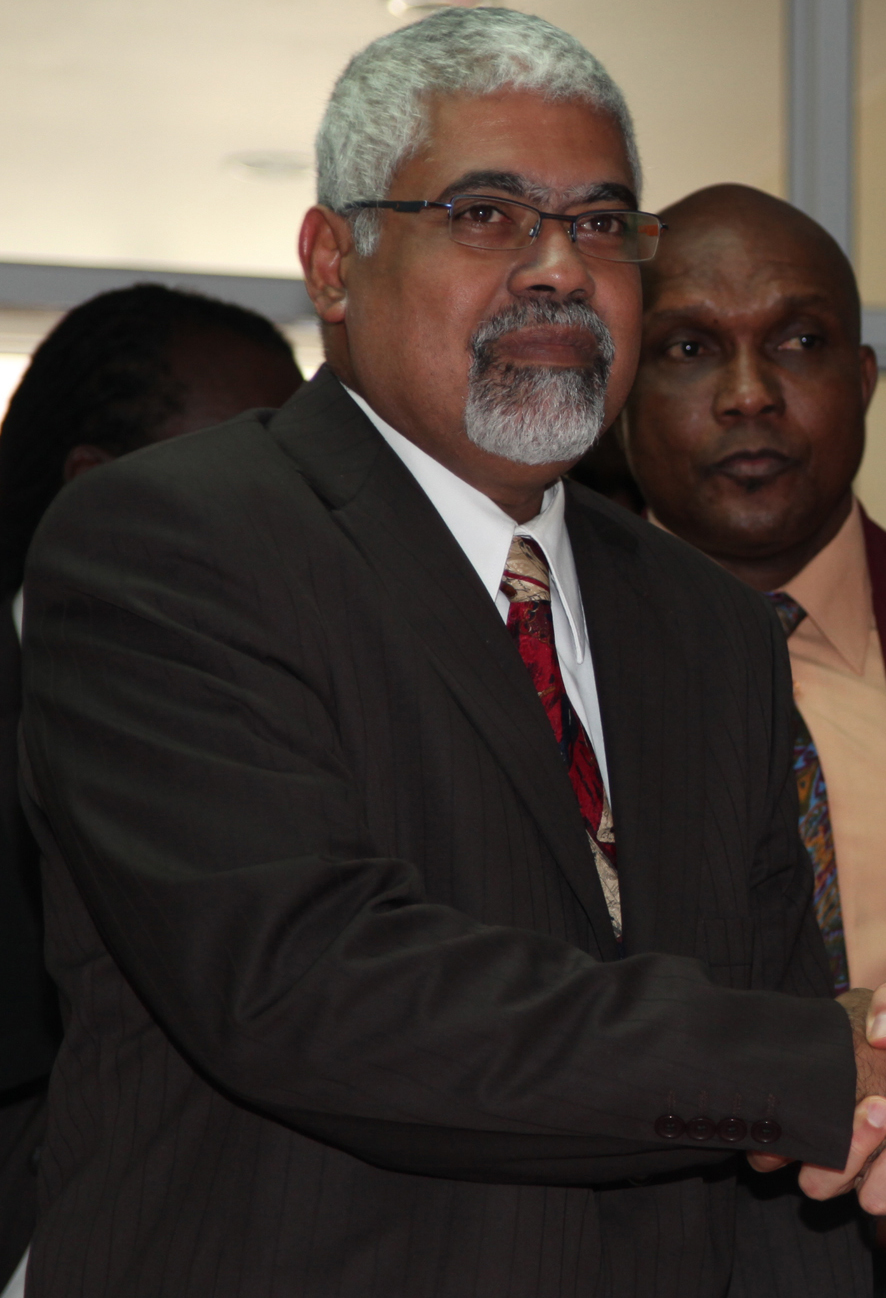
Robert Ameerali 2010-2015
Ashwin Adhin 2015-2020
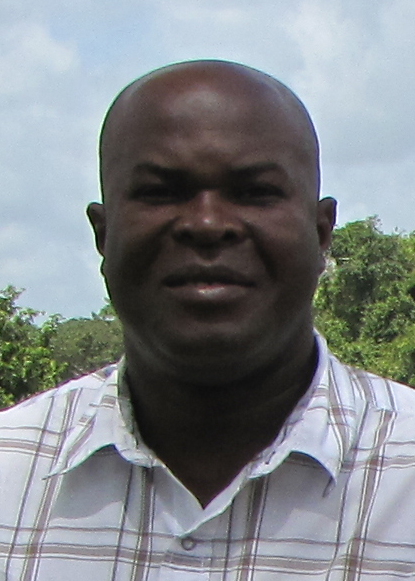
Ronnie Brunswijk 2020-

## Source
- (en) Cet article est partiellement ou en totalité issu de l’article de Wikipédia en anglais intitulé « History of Suriname » (voir la liste des auteurs).